# Martin Motors Pulmann Urbani
Der Pulmann Urbani ist ein Niederflurbus des italienischen Herstellers Martin Motors und wird seit 1997 angeboten.
Mit dem Pulmann Urbani 6121 macht Martin Motors den Niederflurbussen von Mercedes-Benz, Volvo und MAN gezielt Konkurrenz. Mit der Markteinführung 1997 wurde das Modell in Italien rasch beliebt und konnte bereits im ersten Produktionsjahr die Erwartung des Unternehmens übertreffen. So blieben weitere angekündigte Modellserien des Pulmann Urbani bislang aus.
| Modell        | 6121                                                             |
| Sitzplätze    | 24 + 1                                                           |
| Länge (mm)    | 11950                                                            |
| Breite (mm)   | 2480                                                             |
| Höhe          | 2950                                                             |
| Motor         | Cummins Westport CG-280                                          |
| Leistung (PS) | 280                                                              |
| Getriebe      | ZF 5H592C Automatik                                              |
| Luftfederung  | ECAS mit heben und senken                                        |
| Achse vorne   | ZF RL85A                                                         |
| Achse hinten  | ZF AV132                                                         |
| Bremsen       | Scheibenbremse mit Dual-Schaltung                                |
| ABS           | WABCO                                                            |
| Audio         | AM/FM-Radio mit Kassettenfach                                    |
| Sicherheit    | Kameraüberwachung des hinteren Türbereiches mit B&W-Schaltanlage |
| Weiteres      | Ventilator für Fahrer Digitaluhr Thermometer Hygrometer          |
| Optional      | 1x15"-LCD                                                        |

## Quelle
- Offizielle Webseite des Martin Motors Pulmann Urbani